# Plaine inondable Barotse
- 1 Le Zambèze coulant du nord au sud à travers le milieu de la plaine inondable
- 2 Confluence, de la gauche vers la droite, de la Lungwebungu, de la Southern Kashiji, du Zambèze et de la Kabompo, marquant le début de la plaine inondable
- 3  Fin de la plaine au sud de Senanga
- 4  Chutes de Ngonye, sur le Zambèze
- 5  Mongu, capitale du Barotseland
- 6  Lealui, où siège le litunga (titre du roi du Barotseland)
- 7  Limulunga, où se rend le roi lors des inondations
- 8  Marais et plaine inondable de la Lungwebungu
- 9  Le Kabompo, qui draine l'écorégion des forêts sèches zambéziennes à Cryptosepalum
- 10 Plaine inondable de la Luena

- 11 Plaine inondable de la Luanginga près de Kalabo
- 12 Rivière Lui
- 13 Vaste plaine inondable qui recueille les débordements du Kwando, en Angola
- 14 Le Kwando et sa plaine inondable, à la frontière entre l'Angola et la Zambie
- 15 Parc national de la plaine de Liuwa
- 16 Écorégion du Miombo zambézien central, à l'ouest de Mongu, qui présente de nombreux salars
- 17 Parc national de Sioma Ngwezi[1]

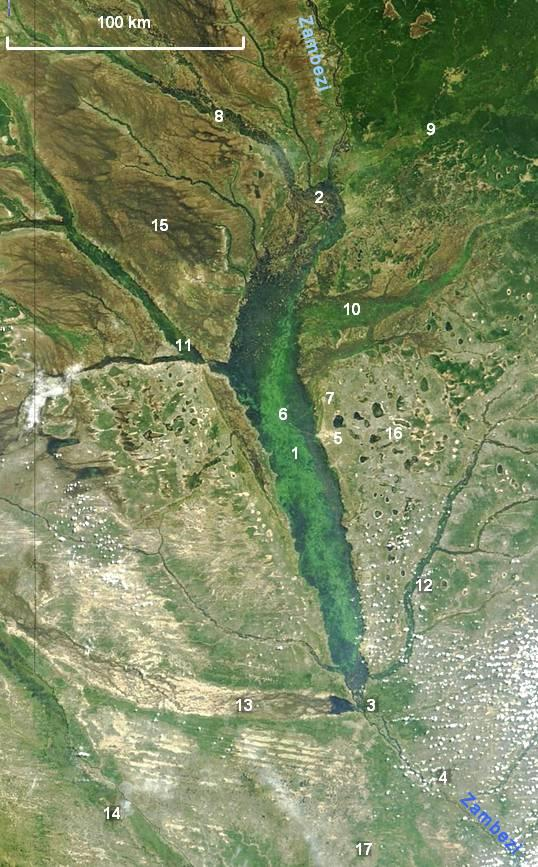
Photo satellite montrant la plaine inondable Barotse.
La photo a été prise en 4 2004, au plus fort de l'inondation. La partie septentrionale de la plaine, près de Lukulu, est moins inondée, les terres s'élévant un peu plus, et l'eau tendant à occuper les nombreux canaux des rivières.

La plaine inondable (de/du) Barotse, aussi appelé plaine de Bulozi, Lyondo ou plaine inondable du Zambèze, est l'une des plus grandes plaines inondables d'Afrique ; c'est une zone humide située dans la province de l'Ouest en Zambie.
C'est le berceau du peuple Lozi, d'où son nom : « Rotse » est une variante de Lozi, et « ba » signifie « peuple ». Au XIXe siècle, c'est un puissant royaume à l'époque du litunga (« roi ») Lewanika, royaume qu'on appelle Barotseland.
C'est un site Ramsar et la plaine est inscrite sur la liste indicative du patrimoine mondial de l'UNESCO depuis 2009.

## Topographie
La plaine est située sur un plateau d'une élévation d'environ 1 000 mètres, légèrement incliné vers le sud. Le cours supérieur du Zambèze se situe sur la partie la plus haute, au nord, qui connaît des précipitations relativement abondantes, 1 400 mm en saison des pluies, d'octobre à mai. Une crue dévale le fleuve jusqu'à atteindre une région plane, couverte par les sables du Kalahari, d'environ cinq cents kilomètres de diamètre. Au sud, près des chutes Ngonye, des roches plus dures et donc moins entaillées forment un seuil, agissant à la manière d'un barrage, à l'arrière duquel s'est formée la plaine inondable. En aval des chutes, le flux circule presque deux fois plus vite qu'en amont, dans une vallée plus étroite, moins sujette aux inondations.
La plaine inondable s'étend en longueur sur 230 kilomètres, de la confluence entre le Zambèze, la Kabompo et la Lungwebungu au nord, jusqu'aux chutes Ngonye, au sud de Senanga (entre les repères 2 et 3 de la carte ci-contre). Elle fait, sur la majeure partie de sa longueur, 30 kilomètres de large, atteignant 50 kilomètres au plus large, au nord de Mongu, ville principale de la plaine, située en bordure. L'ensemble couvre environ 5 500 km2 mais la partie inondable couvre 10 750 km2 si l'on prend en compte les affluents telle la plaine inondable de la Luena. La plaine inondable Barotse est la seconde plus grande zone humide de Zambie après le lac Bangwelo ; ce dernier diffère en nature car il s'agit d'un complexe formé de marais et d'un lac permanents, où seule une zone beaucoup plus petite s'assèche annuellement.

## Niveaux et périodes

Carte des climats de la Zambie.

Le maximum de l'inondation intervient en avril, environ trois mois après le maximum des précipitations, en janvier-février ; elle régresse de mai à juillet, et l'herbe repousse dans la zone concernée. Aux plus basses eaux, en novembre, la plaine abrite encore environ 537 km2 de marécages et de canaux humides sous forme de bras-morts. L'inondation laisse derrière elle un sol fertile, gris à noir, qui recouvre les sables du Kalahari, enrichi par le limon et l'humus provenant de la végétation détruite par l'inondation et des plantes aquatiques qui se décomposent dans la boue. C'est un sol de bonne qualité, mais, à la fin de la saison sèche, il forme une croûte dure sous l'effet des rayons du soleil.

## Environnement

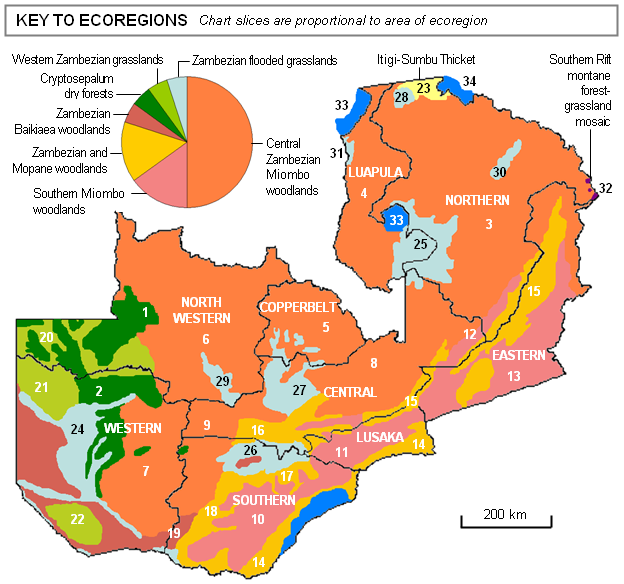
Carte des écorégions de la Zambie.

La plaine se situe dans l'écorégion des prairies inondables zambéziennes ; elle est bordée par des sols sablonneux légèrement plus élevés sur lesquels poussent des prairies sèches (écorégion des prairies zambéziennes occidentales) et des savanes arborées (écorégion des forêts claires à Baikiaea du Zambèze), à l'est et au sud, ainsi que des parcelles de forêt sempervirente (écorégion des forêts sèches zambéziennes à Cryptosepalum), au nord et à l'est.
Les eaux proposent un habitat aquatique pour des poissons tels ceux du genre Hydrocynus et Serranochromis, pour le crocodile du Nil, l'hippopotame, les oiseaux piscivores et le Cobe de Lechwe, une antilope des zones humides. Après le retrait des eaux, la plaine est un pâturage pour les gnous, les zèbres, les grandes antilopes sassabi et les petites antilopes telles que les ourébis et les steenbocks ; la plaine abrite aussi les prédateurs correspondants.
Les herbivores ont été dérangés en beaucoup d'endroits par l'élevage de bétail des Lozi, mais il existe une grande zone protégée dans la plaine sèche de l'ouest, le parc national de la plaine de Liuwa, qui est au départ, au XIXe siècle, une réserve de chasse pour le roi Lewanika. En outre, tout l'ouest du Zambèze en Angola est une zone protégée (zone de conservation transfrontalière du Kavango-Zambèze).

## Écologie humaine

### Agriculture, élevage et mode de vie
Deux cent cinquante mille personnes environ vivent dans la plaine ainsi qu'un nombre équivalent de têtes de bétail. Le bétail est déplacé vers les plaines en bordure de la zone inondable lorsque les eaux montent. La plaine est l'une des zones les plus productives du pays en matière d'élevage.
Les Lozi pratiquent aussi la pêche, et leur consommation de poisson est cinq fois supérieure à la moyenne nationale. Lors de l'inondation, ils utilisent des nasses et des harpons ainsi que des filets de pêche. Les poissons se reproduisent juste avant la crue, et les premières eaux sont hypoxiques (pauvres en oxygène), ce qui tue les poissons tandis que leurs œufs survivent.
Les Lozi cultivent aussi le maïs, le riz, les patates douces et la canne à sucre. La période des mois de novembre à décembre est celle des mois « maigres », les stocks alimentaires s'épuisent et doivent, de toute façon, être déplacés durant la transhumance, alors que les cultures de la nouvelle saison ne sont pas encore productives ; dans le même temps la pêche s'arrête pour la période de frai. La chasse et le piégeage des animaux, qui peuvent permettre d'assurer la transition, ne sont plus possibles pour la plupart des gens, et le piégeage des oiseaux d'eau est l'une des rares alternatives à l'achat de farine. La plaine inondable façonne le mode de vie, l'économie, la culture et l'organisation sociale des Lozi, qui sont des constructeurs de bateaux réputés. La transhumance annuelle donne lieu à la cérémonie nommée kuomboka, qui se tient à Mongu, capitale du Barotseland et, désormais, de la province de l'Ouest,.
Lors de certaines années très humides, comme en 2005, la crue cause la perte de vies et des destructions matérielles. Le plus souvent, cependant, c'est un très bon exemple du principe selon lequel les crues naturelles annuelles des rivières sont précieuses et productives pour la vie sauvage et la population humaine, alors que construire des barrages pour contrôler les cours d'eau est potentiellement dommageable pour l'environnement.[réf. souhaitée]

### Projets de développement
Les projets d'aménagement ou de développement consistent, à l'époque coloniale, à creuser un canal pour relier le petit port de Mongu au Zambèze en saison sèche. Des villages sont construits sur des monticules, tel Lealui, des pontons pour les ferries sont bâtis à Sandaula, Libonda et Lukulu, et des plantations intensives de riz et canne à sucre sont installées.[réf. souhaitée]
Le sévère contrôle assuré par le litunga quant à l'accès à la plaine a limité l'installation d'étrangers et le commerce. [réf. souhaitée]

#### Route et pont-jetée
La route Mongu-Kalabo est le projet le plus important de la région. Vers 2002, commence la construction d'une chaussée de quarante-six kilomètres, au centre de la plaine, afin de créer une route revêtue reliant Mongu à Kalabo via une traversée en ferry du cours principal du Zambèze, à Sandaula, traversée prévue pour être remplacée par un pont de cinq cents mètres. Prévu à l'origine pour être terminé en 2006, l'achèvement est repoussé à cause des difficultés à construire dans une zone inondable ; il n'y a pas de rochers dans la plaine et le remblaiement se fait avec du sable et du gravier, extraits de petites dépressions à proximité. En 2003 et 2004, des inondations plus importantes qu'à l'habitude emportent de larges sections de la chaussée. L'entrepreneur, une société basée au Koweït, reconnaît que les conditions sont difficiles et finit par abandonner le contrat.[réf. souhaitée] Après cela, d'importantes modifications sont apportées, réhaussement de la route et augmentation de la taille des ponceaux notamment. La route est terminée en 2016 par un prestataire chinois. Elle fait finalement trente quatre kilomètres, elle est traversée par vingt six ponts. Il n'existe aucune information concernant l'impact de la structure sur le régime des crues, sur le lit des cours d'eau, sur les dépôts de limon ni sur la vie aquatique et terrestre.